# Абдалла ибн Ахмед Аль Халифа
Абдалла ибн Ахмад Аль Халифа (араб. عبد الله بن أحمد آل خليفة‎; 1769—1849) — 5-й хаким Бахрейна из династии Аль Халифа (1821—1843).

## Биография
Родился в 1769 году. Второй сын Ахмада ибн Мухаммеда Аль Халифы, 1-го хакима Бахрейна (1783—1795) .
В 1795 году после смерти своего отца Ахмада Абдалла и его старший брат Салман ибн Ахмад Аль Халифа стали совместно править в Бахрейне. В 1802 году Бахрейн подвергся вторжению султана Маската. Эмир Неджда Абдул-Азиз ибн Мухаммад отразил вторжение и назначил губернатором Бахрейна Абдаллу ибн Уфайсана. Бывшие правители, братья Абдалла и Салман вместе со своими семья были отправлены в Эд-Диръию, где они были задержаны. Из-за нападений Османской империи Абдул-Азиз ибн Мухаммад не смог удержать Бахрейн под своим контролем, что позволило династии Аль Халифа восстановить свою власть. Дирийский губернатор Абдалла ибн Уфайсан был арестован Аль Халифой.
В 1814 году Абдалла ибн Ахмад Аль Халифа подписал договор Британской Ост-Индской компанией. Британцы обещали Абдалле ибн Ахмаду военную поддержку против давления со стороны иранских шахов из династии Каджаров. Абдалла ибн Ахмад Аль Халифа вынужден был подчиниться всем требования британцев.
В 1820 году правители Бахрейна Абдалла и Салман заключили еще два договора с Великобританией. Первый договор, подписанный 5 февраля, запрещал продажу и поставку товаров, захваченных арабскими пиратами. 23 февраля 1820 года Абдалла и Салман подписали второй договор с анличанами, который не давал им права на британскую защиту от нападений соседних государств, в том числе эмирата Неджд. Второй договор обязывал их придерживаться миролюбивой политике по отношению к другим государствам Персидского залива.
Совместное правление Абдаллы и Салмана продолжалось до 1821 года, когда последний скончался. Сын Салмана, Халифа, сменил своего отца на посту соправителя, но Абдалла ибн Ахмад считался главным правителем. Поскольку договор с британцами не обеспечивал защиты, Абдалла заключил соглашение с правителем эмирата Неджд Турки ибн Абдаллой Аль Саудом, и тот признал верховенство эмирата и согласился выплатить им закят. В свою очередь, Турки ибн Абдалла обеспечил защиту Бахрейна от любых нападений со стороны других. Халифа ибн Салман, соправитель и племянник Абдаллы, умер вскоре после своего вступления на престол, в результате чего Абдалла стал единоличным правителем. Соглашение с эмиратом Неджд длилось до 1833 года.
Абдалла Аль Халифа подписал договор с Египтом в 1839 году, когда египетские войска под предводительством Хуршид-паши оккупировали Аль-Хасу. Договор требовал от него признать верховенство египтян и выплатить им закят, который был выплачен эмирату Неджд. Еще одним требованием договора было то, что турецкий агент должен был проживать в Бахрейне для выполнения приказов Мухаммеда Али-паши, вали Египта.
В 1842 году Абдалла победил своего внучатого племянника Мухаммада ибн Халифу, сына Халифы ибн Салмана, в битве при Аль-Насфе, который затем попросил помощи у Абдаллы ибнн Сунайяна Аль Сауда, эмира Неджда, после своего поражения и получил убежище, но не военную помощь. Однако в 1843 году Абдалла уступил форт Даммам Фейсалу бин Турки, преемнику Абдаллы ибн Сунайяна, в результате беспорядков в его землях.
В 1843 году британское правительство вынудило Абдаллу отречься от престола из-за соглашения с Египтом в 1839 году и претензий со стороны Мухаммеда ибн Халифы. Его отстранение также стало результатом внутриклановой борьбы, которая вызвала гражданскую войну в 1842 году. Его преемником стал Мухаммад ибн Халифа Аль Халифа, его внучатый племянник .
Абдалла Аль Халифа и его сыновья поселились на острове Даммам, где один из его сыновей, Мубарак, служил губернатором, и жили там некоторое время, пока правитель эмирата Неджд Фейсал ибн Турки не заключил соглашение с Мухаммедом ибн Халифой, обещая не помогать детям Абдаллы. Абдалла умер в 1849 году в Маскате, и с тех пор его потомки живут в изгнании.
У Абдаллы ибн Ахмада Аль Халифы было одиннадцать сыновей:
- Шейх Хамад ибн Абдалла Аль Халифа
- Шейх Рашид ибн Абдалла Аль Халифа
- Шейх Мубарак ибн Абдалла Аль Халифа, губернатор Даммана в 1842—1844 годах
- Шейх Насир ибн Абдалла Аль Халифа
- Шейх Халифа ибн Абдалла аль Халифа
- Шейх Али ибн Абдалла Аль Халифа
- Шейх Хасан ибн Абдалла Аль Халифа
- Шейх Ахмад ибн Абдалла Аль Халифа
- Шейх Мухаммад ибн Абдалла Аль Халифа (1817—1877, хаким Бахрейна (1869)
- Шейх Рашид ибн Абдалла аль Халифа
- Шейх Хамад ибн Абдалла аль Халифа